# Mosaic Fertilizantes
Mosaic Fertilizantes (antes Vale Fertilizantes e Fosfertil) é uma empresa brasileira de fertilizantes, fundada em 1977, pertence à The Mosaic Company.

## Histórico
Em 1977, a Fosfertil foi constituída como empresa estatal responsável pela produção de materiais fosfatados e foi encarregada do desenvolvimento e operação das jazidas de rocha fosfática de Patos de Minas em agosto de 1977. 
A empresa deu continuidade ao Projeto Fosfato, iniciado pela Companhia de Pesquisa de Recursos Minerais - CPRM, em 1974. 
O capital da Fosfertil era formado pela Petrobras Fertilizantes S/A -  Petrofertil (49%), FIBASE (49%) e CAMIG (2%). 
Em janeiro de 1979, a Valefertil (complexo químico construído para a produção de fertilizantes solúveis em Uberaba), criada em 1976 e de propriedade da Companhia Vale do Rio Doce, foi transferida para a Fosfertil. 
Em julho de 1980, o governo federal decidiu transferir a Valep (mineradora responsável pela rocha fosfática e o mineroduto em Tapira), também de propriedade da CVRD para a Fosfertil.  
Em dezembro de 1980, a estrutura acionária da Fosfertil era formada por: Petrofértil (32,6%), FIBASE (32,6%), CVRD (34,2%) e CAMIG (0,6%).  
As operações da Valep e Valefertil, até então subsidiárias da Vale, foram reunidas sob uma única empresa, a Fosfertil, mantendo o papel de coordenação geral da Petrofertil no setor de fertilizantes de propriedade governamental. 
Em 1992, com a implantação do Plano Nacional de Desestatização, o controle acionário da Fosfertil foi adquirido pelo consórcio Fertifós, formado por empresas brasileiras. Posteriormente, a Fosfertil abriu seu capital, negociando ações em bolsa. 
O consórcio Fertifós era inicialmente formado por: IAP (23,07%), Manah (23,07%), Solorrico (23,07%), Fertibrás (12,76%), Takenaka (6,17%) e outras (1,89%). Entre 1998 e 2000, a Bunge adquiriu a IAP e a Manah e a Cargill adquiriu a Solorrico e a Fertiza. Com isso, a Bunge passou a deter 52,3% da Fertifós, a Cargill (33,07%), a Fertibrás (12,76%) e outras 1,89%.
No momento da privatização, os controladores da Fosfertil eram: Petrofértil (76,4%), BNDESPAR (11,9%), CVRD (11,5%) e Comig (0,2%).
Em 1993, a Ultrafertil foi privatizada e adquirida pela Fosfertil. 
Em 1995, a Ultrafertil adquiriu a Goiasfertil, que extraía rocha fosfática em Catalão (GO). A Goiasfertil incorporou a Ultrafertil e passou a adotar a razão social Ultrafertil S.A. 
Em 2010, a Vale adquiriu o controle da Fosfertil por US$ 3 bilhões. Na ocasião, a empesa pertencia à Yara, à Fertilizantes Heringer, à Fertipar, à Bunge e à Mosaic (antes de readquirir em 2018), que controlava a empresa. A Vale então criou a Vale Fertilizantes.
A empresa obteve um lucro de 114 milhões de reais no primeiro trimestre de 2011.
Em janeiro de 2018, foi concluída a venda da Vale Fertilizantes para a Mosaic por US$ 1,150 bilhão e mais 34,2 milhões de ações da Mosaic, representando 8,9% do capital total da Mosaic após a emissão de ações. A razão social da Vale Fertilizantes S.A. foi alterada para Mosaic Fertilizantes P&K Ltda..